# تلمبه اکبر مرشدی
تلمبه اکبر مرشدی، یک آبادی در دهستان استبرق از توابع بخش مرکزی شهرستان شهربابک در استان کرمان است.